# Western Block Party
Le Western Bloc Party est un ancien parti politique canadien enregistré en décembre 2005 et disparu en janvier 2014, qui militait pour l'indépendance des quatre provinces de l'Ouest canadien, soit la Colombie-Britannique, l'Alberta, la Saskatchewan et le Manitoba.
Il n'a jamais fait élire de candidat et il récolte moins de 1 % du vote national. Le chef du parti était Doug Christie, du 20 novembre 2005 jusqu'à son décès, le 11 mars 2013.

## Résultats
Aux élections fédérales de 2006, le parti présente quatre candidats soit :
- Dans la circonscription d'Esquimalt—Juan de Fuca : Doug Christie ;
- Dans la circonscription de Saanich—Gulf Islands : Patricia O'Brien ;
- Dans la circonscription de Victoria : Bruce Burnett ;
- Dans la circonscription de Vegreville—Wainwright : Robert Kratchmer.